# 賴曉誼
賴曉誼（1997年—），臺灣女藝人，童星出身，曾獲金鐘獎迷你劇最佳女配角。

## 生平
賴曉誼自幼喜愛表演，三歲就能親友面前唱客家本色不怯場。小學三年級時，她看到三立電視台徵求童星的消息，便央求母親幫她報名試鏡，以此契機成為綜藝節目《學校沒教的事》班底，並演出《光陰的故事》等電視劇。
2008年就讀小學五年級時，她請假一個月，演出大愛電視台迷你影集《爸爸加油》中照顧病父的小學女生。該劇經過兩年餘後製，於2011年底播出。2012年10月，她以劇中出色演出獲頒第47屆金鐘獎迷你劇最佳女配角，當時她是竹東國中三年級學生。

## 演出作品

### 電視劇
| 年份   | 播出頻道   | 劇名                   | 飾演            |
| 2007年 |            | 《奇妙的旅程》         |                 |
| 2008年 | 中視       | 《光陰的故事》         | 朱虹(幼年)      |
| 2008年 | 公視       | 《你在對我眨眼睛嗎？》 | 同學            |
| 2011年 | 大愛       | 《爸爸加油》           | 林昕瑩          |
| 2013年 | 三立都會台 | 《美味的想念》         | 國中秀珍(客串） |
| 2016年 | 民視       | 《我的老師叫小賀》     | 賈飛燕          |
| 2018年 | 民視       | 《微笑。淚》           | 珮珮豬          |
| 2018年 | 民視       | 《實習醫師鬥格》       | 陳小曉          |
| 2018年 | 東森綜合台 | 《艾蜜麗的五件事》     | 同學(客串）     |
| 2019年 | 緯來       | 《萬德浮史貝斯》       | 黃美青          |

### 綜藝節目
| 播出頻道   | 節目名           |
|            | 《學校沒教的事》 |
|            | 《娛樂新聞》     |
|            | 《綜藝天王星》   |
| 三立都會台 | 《國光幫幫忙》   |
|            | 《創意過生活》   |